# C̨̆
Cette page contient des caractères spéciaux ou non latins. S’ils s’affichent mal (▯, ?, etc.), consultez la page d’aide Unicode.
C̨̆ (minuscule : c̨̆), appelé C brève ogonek, est une lettre additionnelle utilisée dans la romanisations ISO 9 de l’écriture cyrillique.
Elle est formée d'un C diacrité par une brève et un ogonek.

## Utilisation
Dans la romanisations ISO 9 de l’écriture cyrillique, le C brève ogonek ‹ c̨̆ › est utilisé pour translitérer la lettre tché abkhaze cramponné ‹ ҿ ›.

## Représentations informatiques
Le C brève ogonek peut être représentée avec les caractères Unicode suivants :
- décomposé et normalisé NFD (latin de base, diacritiques)[1],[2] :

| formes    | représentations | chaînes de caractères | points de code       | descriptions                                                   |
| --------- | --------------- | --------------------- | -------------------- | -------------------------------------------------------------- |
| capitale  | C̨̆               | C◌̨◌̆                   | U+0043 U+0328 U+0306 | lettre majuscule latine c diacritique ogonek diacritique brève |
| minuscule | c̨̆               | c◌̨◌̆                   | U+0063 U+0328 U+0306 | lettre minuscule latine c diacritique ogonek diacritique brève |